# Ficus palmata
Ficus palmata, de nombre común en inglés Punjab fig, es una de las numerosísimas especies del género Ficus, de la familia de las moráceas. Se localiza en diversas zonas de Asia y África, y también cultivado en jardines particulares como planta ornamental y en colecciones vegetales en Estados Unidos y países occidentales.

## Historia
Según la monografía de Condit : «'Ficus pseudo-carica' Miq. Esta especie, autóctona de Eritrea y Abisinia, fue introducida en California por el Dr. F. Franceschi, de Santa Bárbara, en 1902; a veces designado como "Abyssinian Caprifig". Al igual que 'F. palmata', se ha utilizado para hibridar con 'F. carica'. Véanse Franceschi (1912), Rixford (1912, 1918a), Rixford y Heiny (1911), Trabut (1922) y Condit (1947, 1920a); el último con ilustración de frutos y hojas.»
Según Condit lo agrupa dentro del "Condit Group" de Cabrahigo con interior blanco y piel marrón o púrpura.
Esta variedad de higuera está cultivada en el NCGR, Davis (National Californian Germplasm Repository - Davis).

## Descripción
Crecimiento arbóreo, desarrollo moderado (altura máxima 8-10 m).

Hojas ásperas y caducas de poca o ninguna forma lobulada; cordiforme o puntiaguda alargada en forma de corazón, en algunas subespecies ligeramente dentadas (caso muy raro en Moraceae), rugosa en la superficie dorsal, ligeramente peluda en la superficie ventral sobre todo en correspondencia con las costillas, dimensiones de aproximadamente 12-14 cm x 15-16 cm.

## Distribución y hábitat
Si bien 'Ficus carica' es la higuera de la región mediterránea asiática - europea (Mar Negro y Mar Mediterráneo), 'F. palmata' es en cambio la de una zona más austral. La planta fue mucho menos seleccionada que la F. carica y, por lo tanto, no es muy conocida, al menos en Europa, en sus subespecies y variedades.
Aunque tiene el mismo polinizador Blastophaga psenes y se cree que está estrechamente relacionado con 'F. carica', las diferencias botánicas son apreciables e indican una evolución separada.
Crece espontáneamente en Sudán, el sur de Egipto, Etiopía, Somalia, Eritrea, Yemen, Arabia Saudita, Irak, Irán, Pakistán, India y Nepal (se le llama 'Punjab Fig').
Para la propagación de Ficus carica (cultivada o salvaje), los rangos de las dos especies en algunas regiones son cercanos o superpuestos (por ejemplo, en Sudán, Egipto, Jordania, Irán y Pakistán), por lo tanto, es posible la presencia de híbridos naturales en esas regiones.
Sin embargo, se han hecho híbridos hortícolas de las dos especies.
Las variedades naturales de la banda occidental (África y Arabia) tienen hojas más puntiagudas (acuminadas) y claramente menos ásperas o peludas.

## Taxonomía
La especie tiene dos subespecies o, según algunos, variedades; La definición es difícil dado que la especie también tiene formas intermedias en áreas geográficas intermedias.
- Ficus palmata palmata, con hojas enteras, puntiagudas o ligeramente lobuladas, y claramente dentadas, presente en el suroeste de Arabia y regiones contiguas del este de África.
- Ficus palmata virgata, con hojas claramente en forma de corazón, generalizadas en el noreste de Arabia, en Irak, Irán, Pakistán e India en las regiones fronterizas con Pakistán hasta Nepal.[12]

Sinonimia
- Ficus forskalaei Vahl
- Ficus petitiana A.Rich.
- Ficus pseudocarica Miq.
- Ficus malabarica Miq.
- Ficus pseudosycomorus Decne.[4]
- Punjab Fig
- Abyssinian Caprifig